# Resolução 234 do Conselho de Segurança das Nações Unidas
A Resolução 234 do Conselho de Segurança das Nações Unidas aprovada em 7 de junho de 1967, depois que seu apelo aos governos interessados para cessar imediatamente todas as atividades militares no Oriente Próximo falhou. O Conselho, preocupado com a possibilidade de um conflito mais amplo, exigiu que os governos envolvidos interrompessem todas as atividades militares até às 20:00 GMT do dia 7 de junho de 1967. O Conselho solicitou igualmente ao Secretário-Geral que os mantivessem informados sobre a situação.
A reunião foi convocada pela União Soviética e a resolução foi aprovada por unanimidade. A Jordânia e Israel aceitaram a resolução, desde que outras partes também aceitassem. No dia seguinte, a República Árabe Unida aceitou também a solução de cessar-fogo, sob condição de reciprocidade.